# 帝国轶闻
《帝国轶闻》（Noticias del Imperio）是一部出版于1987年的墨西哥歷史小說，作者为費爾南多·德爾帕索，讲述法国第二次武装干涉墨西哥、马克西米利亚诺一世和妻子卡洛塔建立墨西哥第二帝国的故事。
在2007年的一次文学杂志的评选中，该书被选为30年来最佳墨西哥小说。该书的写作得到格瓦拉协会的奖金支持，为作者赢得来Mazatlan文学奖，并被视为拉美历史小说的代表作之一。
小说分为两部分，其中之一（单数章节）是卡洛塔皇后的独白，那时她被关押在比利时的布豪特城堡，而其夫马克西米利亚诺已在六年前的1867年6月19日于克雷塔罗被枪杀。卡洛塔在丈夫死后陷入了疯狂状态。在独白中，卡洛塔倾诉了对丈夫的爱，以及墨西哥第二帝国的战事与宫廷生活、马克西米利亚诺与欧洲皇室的关系。
德尔帕索使用了各种体裁和技巧来让历史战斗中不同派系来发声，包括皇室间的通信、编年史。
剧情发生的地点包括米拉马城堡、墨西哥、法国、德国、维也纳等，出场的历史人物人物包括夏尔·费迪南·拉特里耶、弗朗索瓦·阿希尔·巴赞、埃利-弗雷德里克·福雷、米格尔·米拉蒙、托马斯·梅希亚、贝尼托·胡亚雷斯、波菲里奥·迪亚斯、马里亚诺·埃斯科韦多、加斯帕·桑切斯·奥乔亚、弗朗茨·约瑟夫一世、拿破仑三世等。

## Referencias
1. ↑  Las mejores novelas de los últimos 30 años （页面存档备份，存于）.